# Avia S-92
Avia S-92 byl první československý proudový letoun, který vznikl dle německého stroje Messerschmitt Me 262.

## Vznik

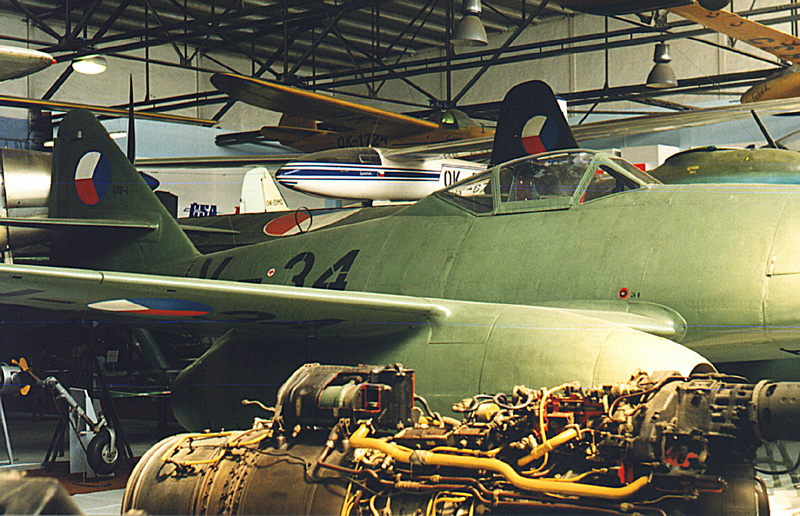
Avia S-92

V době druhé světové války vyráběly firmy Třetí říše na území Protektorátu značné množství součástek k těmto letounům, jiné firmy prováděly jejich opravy a tak se k českým specialistům dostaly plány a výkresy těchto moderních strojů. Po konci 2. světové války zůstalo na území Čech a Moravy určité množství německých draků proudových letounů Me-262 a jiných částí, ale kompletní letoun nezůstal žádný, ty byly zabaveny spojenci. Přesto se čeští inženýři pustili do vývoje a 27. srpna 1946 vzlétl první prototyp řízený pilotem Antonínem Krausem. Úkolem byly pověřeny Letecké opravny Malešice (kompletace a zkoušky motorů Jumo 004-B1, označených jako M-04) a Avia Letňany (montáž letounů). První proudový stíhací letoun Avia S-92 byl československému vojenskému letectvu oficiálně předán 24. června 1948. Československé vojenské letectvo obdrželo devět jednomístných stíhacích letounů S-92 (Me-262A) a tři dvoumístné cvičné bojové letouny CS-92 (Me-262B). Letouny byla vyzbrojena 5. stíhací letka a tyto letouny se staly prvními proudovými letadly ve výzbroji československého stíhacího letectva. Vznikla jako samostatná jednotka s úkolem cvičit piloty proudových letounů a jejím velitelem se stal Ľudovít Solár.
Obě verze jak S-92 tak CS-92 jsou k vidění v Leteckém muzeu Kbely.
Byla plánována sériová výroba nových strojů a typ byl nabízen k prodeji v katalogu Avie na rok 1947. O letouny projevila zájem Jugoslávie. Do Československa byla vyslána delegace složená z vysokých představitelů ministerstva obrany, velitele letectva, pilotů a techniků. Na letišti v Žatci byly 23. května 1947 delegaci předvedeny letouny S-92 a CS-92. Během předvádění se major Ilija Zelenika na CS-92 stal prvním příslušníkem jugoslávského letectva, který pilotoval proudový letoun. Delegace byla s ukázkou spokojena a byla podepsána smlouva na dodávku dvou S-92 a šesti náhradních motorů. Čtyři členové delegace zůstali v Československu až do léta příštího roku a dále se seznamovali se strojem. Letouny ale nakonec dodány nebyly, protože k sériové výrobě nedošlo a v roce 1948 začala roztržka mezi zeměmi východního bloku a Jugoslávií.

## Technické údaje
Motory: 2 x proudový motor M-04 (Jumo 004 B-1) s osmistupňovým axiálním kompresorem a jednostupňovou turbínou o tahu po 8,7 kN u země
- Rozpětí: 12,51 m
- Délka: 10,60 m
- Výška: 3,85 m
- Rozchod kol: 2,55 m
- Nosná plocha 21,70 m²
- Hmotnost prázdného letounu: 4420 kg
- Vzletová hmotnost: 6398 kg
- Maximální rychlost: 870 km/h
- Cestovní rychlost: 720 km/h
- Mezní rychlost Vne: 950 km/h
- Dostup: 12 000 m
- Doba výstupu do výšky 8000 m: 11 minut
- Dolet: 1050 km